# جی‌آربی ۲۳۰۳۰۷ای
جی‌آربی ۲۳۰۳۰۷ای (انگلیسی: GRB 230307A) یک انفجار پرتو گاما (GRB) بسیار درخشان و طولانی مدت بود که احتمالاً در نتیجهٔ ادغام ستاره نوترونی یا رویداد ادغام ستارهٔ نوترونی در سیاهچاله ایجاد شده است. این انفجار حدود سه دقیقه طول کشید، و مشاهده شد که دارای شار اشعه گاما ۳×10-4 erg cm-۲ در محدوده ۱۰ تا ۱۰۰۰ KeV (الکترون ولت) است و آن را تنها پس از جی‌آربی ۲۲۱۱۰۰۹ای، که بسیار درخشان بود، دوم می‌کند. انفجار پرتو گامای درخشان و طولانی مدت که به عنوان درخشان‌ترین انفجار در تمام دوران شناخته می‌شود. انفجار حدود ۱۰۰۰ برابر قوی تر از انفجار پرتو گاما معمولی بود. این انفجار دارای دومین نفوذ پرتو گاما بود که تا کنون ثبت شده است. .[۲] تلسکوپ فضایی جیمز وب (JWST) نشانه‌های شیمیایی تلوریوم (Te) را در آن شناسایی کرد. ستارگان نوترونی زمانی بخشی از یک کهکشان مارپیچی (کهکشان میزبان) بوده‌اند اما از طریق فعل و انفعالات گرانشی به بیرون پرتاب شدند. سپس در حالی که خارج از کهکشان اصلی در فاصله ۱۲۰۰۰۰ سال نوری قرار داشتند، ادغام شدند و جی‌آربی ۲۳۰۳۰۷ای را ایجاد کردند.